# Worcestershire
Worcestershire é um condado da Inglaterra.